# ミード郡 (カンザス州)
ミード郡（英: Meade County）は、アメリカ合衆国カンザス州の南部に位置する郡である。2010年国勢調査での人口は4,575人であり、2000年の4,631人から1.2%減少した。郡庁所在地はミード市（人口1,721人）であり、同郡で人口最大の都市でもある。郡名は南北戦争のゲティスバーグの戦いで北軍を指揮したジョージ・ミード将軍に因んで名付けられた。

## 法と政府
ミード郡はアルコールを禁じる、すなわち「ドライ」の郡である。1986年にカンザス州憲法が修正され、住民は投票で個人が嗜むアルコール飲料の販売を承認できることになったが、ドライを維持している。

## 地理
アメリカ合衆国国勢調査局に拠れば、郡域全面積は979.66平方マイル (2,537.3 km2)であり、このうち陸地は978.42平方マイル (2,534.1 km2)、水域は1.24平方マイル (3.2 km2)で水域率は0.13%である。

### 隣接する郡
- グレイ郡 - 北
- フォード郡 - 北東
- クラーク郡 - 東
- ハーパー郡 (オクラホマ州) - 南東
- ビーバー郡 (オクラホマ州) - 南
- スワード郡 - 西
- ハスケル郡 - 北西

## 人口動態

人口ピラミッド

以下は2000年の国勢調査による人口統計データである。
| 基礎データ - 人口: 4,631人 - 世帯数: 1,728 世帯 - 家族数: 1,252 家族 - 人口密度: 2人/km2（5人/mi2） - 住居数: 1,968軒 - 住居密度: 1軒/km2（2軒/mi2） 人種別人口構成 - 白人: 91.10% - アフリカン・アメリカン: 0.39% - ネイティブ・アメリカン: 0.54% - アジア人: 0.22% - その他の人種: 6.24% - 混血: 1.51% - ヒスパニック・ラテン系: 10.90% 年齢別人口構成 - 18歳未満: 29.5% - 18-24歳: 6.9% - 25-44歳: 26.5% - 45-64歳: 19.2% - 65歳以上: 17.9% - 年齢の中央値: 36歳 - 性比（女性100人あたり男性の人口） - 総人口: 98.2 - 18歳以上: 95.0 | 世帯と家族（対世帯数） - 18歳未満の子供がいる: 36.4% - 結婚・同居している夫婦: 64.7% - 未婚・離婚・死別女性が世帯主: 4.9% - 非家族世帯: 27.5% - 単身世帯: 25.6% - 65歳以上の老人1人暮らし: 13.6% - 平均構成人数 - 世帯: 2.61人 - 家族: 3.16人 収入と家計 - 収入の中央値 - 世帯: 36,761米ドル - 家族: 41,550米ドル - 性別 - 男性: 29,295米ドル - 女性: 20,153米ドル - 人口1人あたり収入: 16,824米ドル - 貧困線以下 - 対人口: 9.03% - 対家族数: 6.7% - 18歳未満: 11.9% - 65歳以上: 5.7% |

## 都市と町

### 法人化された都市
都市名の後の数字は2010年国勢調査での人口を示す。
- ミード, 1,721 - 郡庁所在地
- プレーンズ, 1,146
- ファウラー, 590

## 郡区
ミード郡は9の郡区に分けられている。どの都市も「政治的に独立」と見なされず、下記郡区の数字に含まれている。下表で「人口中心」は最大都市であり、特に大きな数字でなければ、郡区の人口に含まれるものである。

## 教育

### 統一教育学区
- ファウラー USD 225
- ミード USD 226